# Tillandsia chiapensis
Espèce
Classification phylogénétique
Tillandsia chiapensis est une espèce de plantes de la famille des Bromeliaceae, endémique du Mexique.

## Cultivars
- Tillandsia 'Madre'
- Tillandsia 'Majestic'
- Tillandsia 'Padre'
- Tillandsia 'Silver Trinket'
- Tillandsia 'Silverado'